# 山仔水库
山仔水库位于中国福建省福州市连江县，坝址位于潘渡乡龙木臭村上游1千米的峡谷中，距连江县城47千米，库区则主要位于小沧畲族乡境内，是以发电、防洪为主，兼有供水、养殖等功能的大（二）型水库。下游为塘坂水库。
1997年被定为福州市第二饮用水源，但由于水库上游工农业污水的排放，水体已明显富营养化。